# Les Cent-Acres

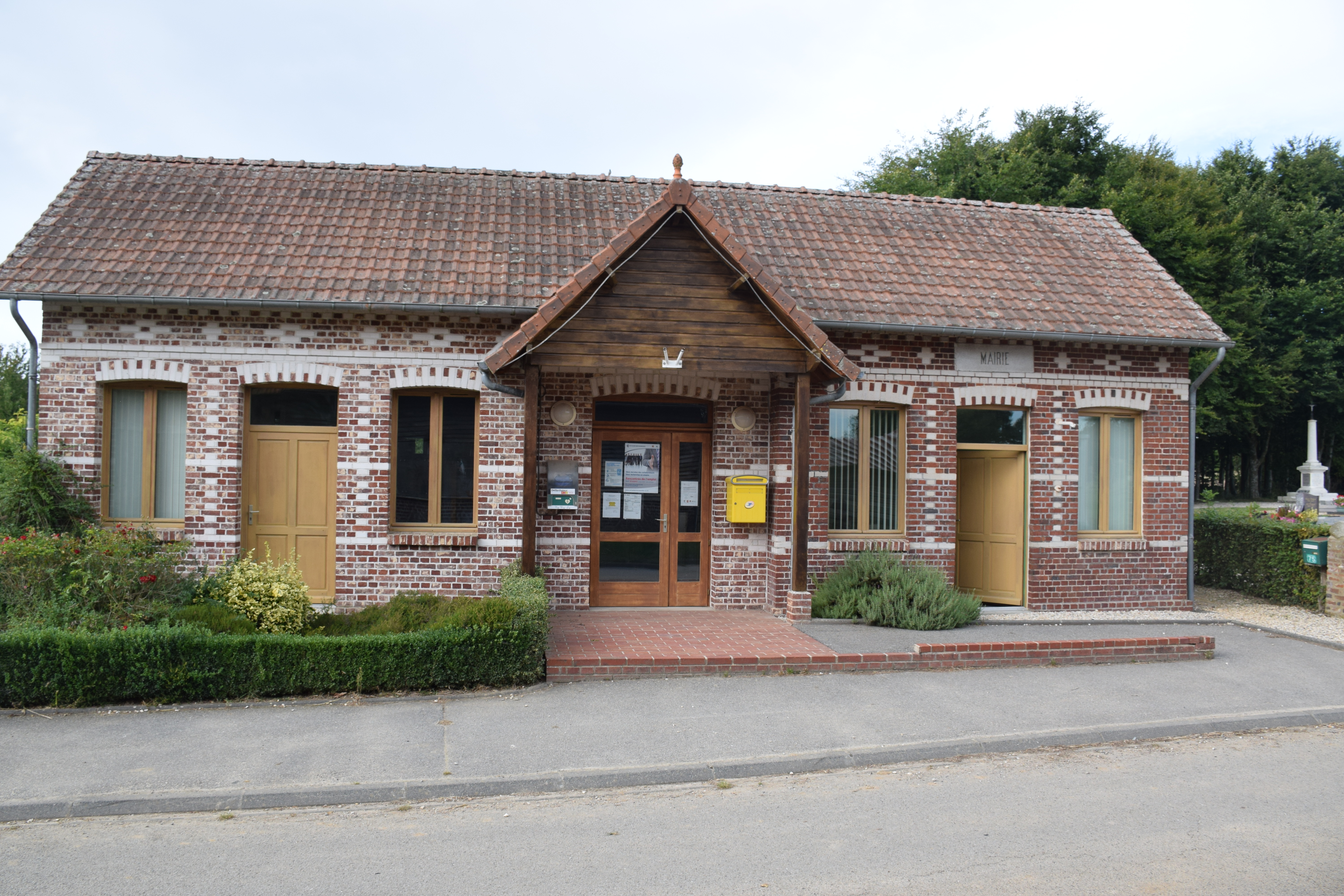
Rathaus

Les Cent-Acres ist eine französische Gemeinde mit 66 Einwohnern (Stand 1. Januar 2022) im Département Seine-Maritime in der Region Normandie. Sie gehört zum Arrondissement Dieppe und zum Kanton Luneray. Der Ortsname heißt übersetzt: Die hundert Morgen.

## Geografie
Die Gemeinde liegt etwa 25 Kilometer südlich von Dieppe am nordwestlichen Rand des Waldgebietes Forêt d’Eawy.

## Bevölkerungsentwicklung
| 1962 | 1968 | 1975 | 1982 | 1990 | 1999 | 2006 |
| ---- | ---- | ---- | ---- | ---- | ---- | ---- |
| 61   | 68   | 51   | 48   | 44   | 39   | 38   |